# Coolidge (Texas)
Coolidge is een plaats (town) in de Amerikaanse staat Texas, en valt bestuurlijk gezien onder Limestone County.

## Demografie
Bij de volkstelling in 2000 werd het aantal inwoners vastgesteld op 848.
In 2006 is het aantal inwoners door het United States Census Bureau geschat op 880, een stijging van 32 (3.8%).

## Geografie
Volgens het United States Census Bureau beslaat de plaats een oppervlakte van
2,6 km², waarvan 2,5 km² land en 0,1 km² water. Coolidge ligt op ongeveer 164 m boven zeeniveau.

## Plaatsen in de nabije omgeving
De onderstaande figuur toont nabijgelegen plaatsen in een straal van 20 km rond Coolidge.